# Seznam osebnih imen na O
Seznam osebnih imen, ki se pričnejo s črko O.

## Seznam

### Of
- Ofelija

### Ol
- Oleg
- Olga
- Olgica
- Oliva
- Oliver
- Olivera
- Olivija
- Olja

### Om
- Omar
- Omer

### On
- Ondina

### Or
- Orijana
- Orjana
- Orlando
- Orland

### Os
- Oscar
- Oskar
- Osman
- Osvald

### Ot
- Otilija
- Otmar
- Oto
- Otokar
- Oton

### Ož
- Ožbalt
- Ožbej
- Ožbolt